# Abraham de Moivre

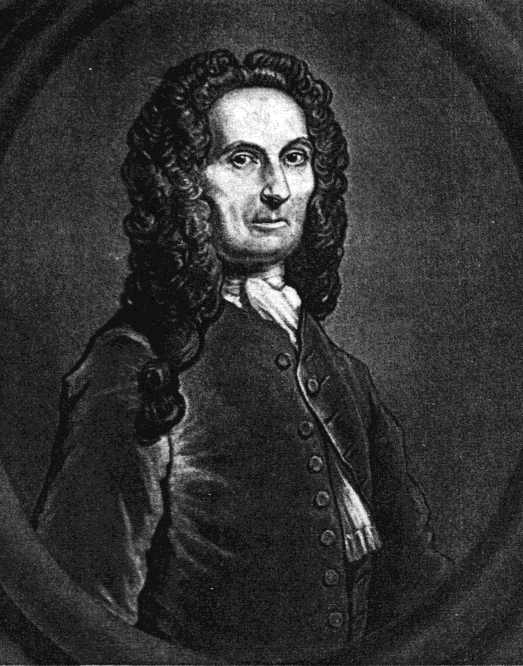
Abraham de Moivre

Abraham de Moivre (* 26. Mai 1667 in Vitry-le-François; † 27. November 1754 in London) war ein französischer Mathematiker, der vor allem für den Satz von Moivre bekannt ist.

## Leben und Werk
De Moivre besuchte von 1678 bis 1681 die protestantische Schule in Sedan, studierte 1682 bis 1684 in Saumur Logik und Mathematik und nahm 1684 in Paris Privatunterricht bei Jacques Ozanam. Nach dem Revokationsedikt von 1685 hielt man ihn in Paris in einer Abtei fest, um ihn zur Konversion zu bewegen. Am 27. April 1688 wurde er freigelassen und floh nach England.
Er schlug sich als Privatlehrer durch, studierte, meisterte nebenbei Newtons Principia Mathematica und veröffentlichte von 1695 an Arbeiten über Newtons Fluxions-Methode der Infinitesimalrechnung, wobei er die Bekanntschaft von Edmond Halley (Sekretär der Royal Society) und Isaac Newton machte. Später war er ein enger Freund Newtons und diskutierte mit ihm zeitweise täglich in seinem Haus oder in dem Kaffeehaus, wo er sich aufzuhalten pflegte. Am 30. November 1697 wurde er zum Mitglied (Fellow) der Royal Society gewählt. Seine Versuche, eine Professur auf dem Festland zu erhalten (wo sich Gottfried Wilhelm Leibniz für ihn einsetzte), scheiterten ebenso wie in England (trotz Fürsprache von Newton und Halley). De Moivres Leben verlief in Armut.

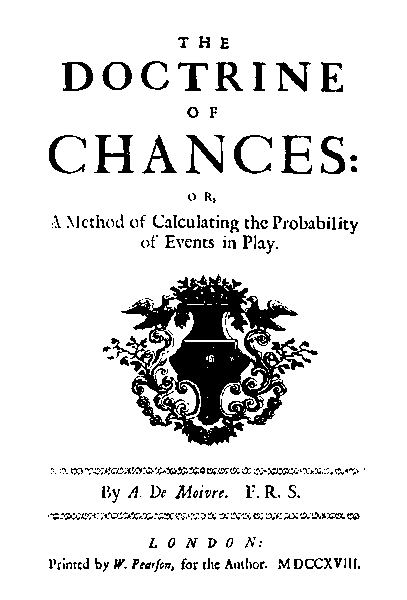
Titelseite des Buches "Doctrine of Chance", London, 1718

Von 1708 an beschäftigte er sich im Anschluss an Pierre Rémond de Montmort (mit dem er in einen Prioritätsstreit geriet) und Christian Huygens vorwiegend mit Untersuchungen zur Wahrscheinlichkeitstheorie ausgehend von Glücksspielrechnungen, aus denen die 1718 erschienene The Doctrine of Chances – a method for calculating the probabilities of events in play hervorging. Eine erste lateinische Version hatte er 1711 in den Philosophical Transactions of the Royal Society veröffentlicht (De Mensura sortis). Nach der Entdeckung des Grenzwertsatzes für Binomialverteilungen (1733) gab er 1738 eine zweite Auflage seiner Doctrine heraus. 1756 erschien eine dritte Auflage postum. Die zweite Auflage der Doctrine enthielt darüber hinaus de Moivres Untersuchungen über Sterblichkeits- und Rentenprobleme, die schon Edmond Halley für Anwendungen bei Lebensversicherungen untersucht hatte und worüber de Moivre 1724 eine Schrift veröffentlichte (Annuities upon Lives), die er in die Neuauflage einarbeitete. Das Buch war eine der wichtigsten Vorstufen für das Lehrbuch der Wahrscheinlichkeitstheorie von Pierre Simon Laplace, der die Theorie am Ende des 18. Jahrhunderts zusammenfasste und auf eine neue Stufe hob.
In Miscellanea analytica stellte de Moivre seine Theorie der rekurrenten Reihen dar. Dieses 1730 veröffentlichte Werk gibt einen Überblick über die Arbeiten de Moivres in der Analysis zusammen mit den Anwendungen der Wahrscheinlichkeitsrechnung und Astronomie. Hier findet sich zum ersten Mal die Stirling-Formel in seiner asymptotischen Annäherung der Binomialverteilung durch die Normalverteilung. Er gibt auch eine Lösung des Winkelteilungsproblems an, die unter Umgehung imaginärer Größen ein Äquivalent des nach ihm „Moivrescher Satz“ benannten Theorems darstellt. Diesen Satz publizierte er allerdings schon in einer Arbeit von 1722. Er schrieb in einer Arbeit von 1698 in den Philosophical Transactions of the Royal Society, dass er die Formel von Newton hatte, der sie schon 1676 kannte und für die Lösung kubischer Gleichungen nach der Cardano-Formel benutzte – aus der Formel folgt auch eine Formel zum Radizieren in den komplexen Zahlen. De Moivre schrieb die Formel aber nie explizit aus, das tat erst Euler 1748, er benutzte sie aber in seinem Werk. Teile der Miscellanea analytica arbeitete er auch in die zweite Auflage seiner Doctrines of Chance ein.
De Moivre wurde 1735 Mitglied der Königlich-Preußischen Akademie der Wissenschaften, und 1754 – fünf Monate vor seinem Tod – ehrte ihn auch die Académie des sciences für seine Leistungen als Mathematiker mit der Mitgliedschaft.
Der Asteroid (28729) Moivre wurde nach ihm benannt.

## Literatur

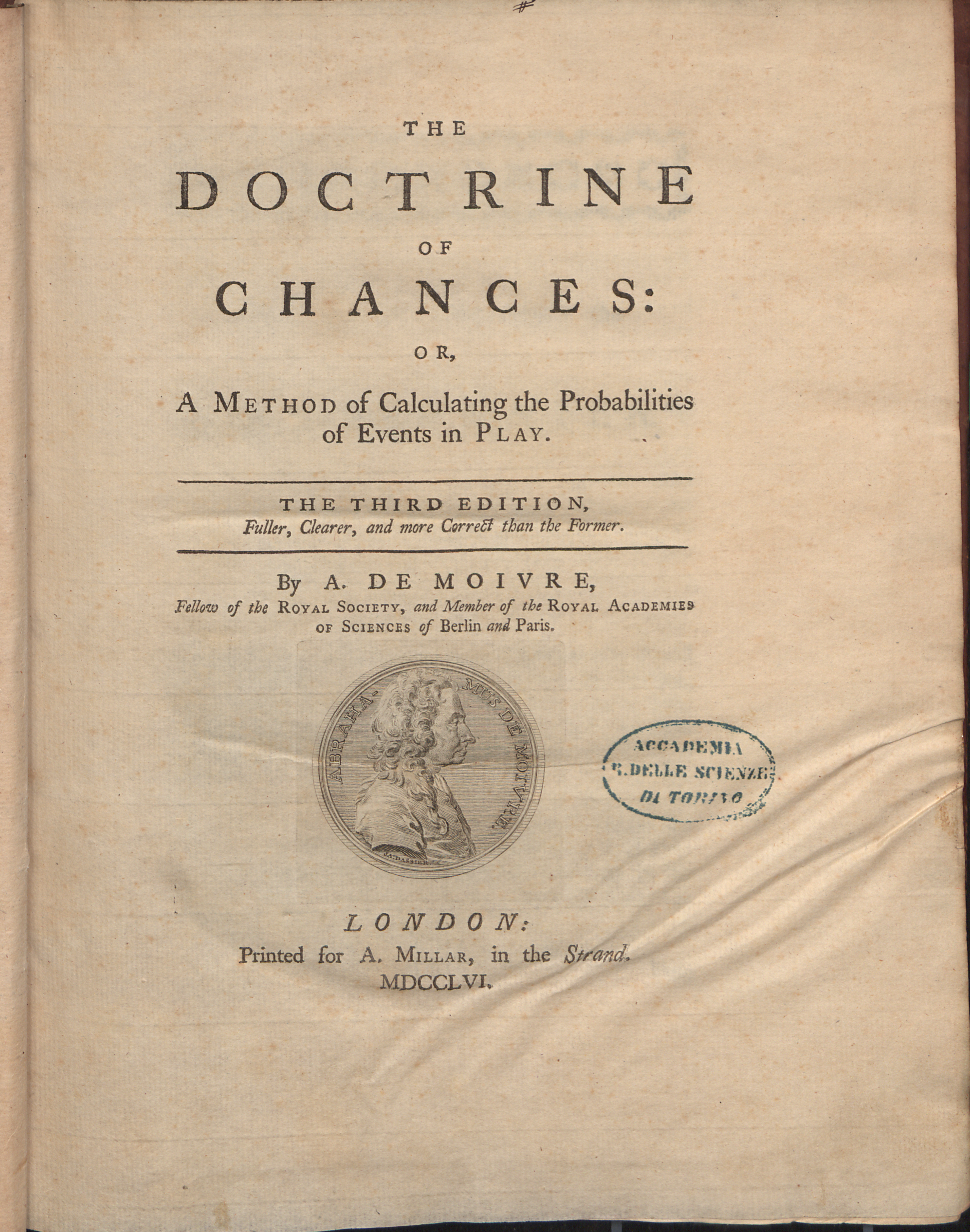
Doctrine of chances, 1761